# Anne-Catherine de Nassau-Ottweiler
Anne-Catherine de Nassau-Ottweiler (31 janvier 1653 à Ottweiler – 15 février 1731 à Dhaun), est une fille de Jean-Louis de Nassau-Ottweiler et son épouse, Dorothée de Birkenfeld-Bischweiler. Elle est titrée "la comtesse de Nassau-Ottweiler".

## Famille
Elle épouse le 11 novembre 1671, à l'âge de 18 ans, Jean-Philippe II de Salm-Dhaun, fils de Jean-Louis de Salm-Dhaun et d'Élisabeth de Salm-Neuville. Ils ont sept enfants:
- Louis-Philippe (né en 1672)
- Sophie Dorothée (né en 1673)
- Charles de Salm-Dhaun (né en 1675)
- Philippe Magnus (né en 1679)
- Christian-Othon de Salm-Dhaun (né en 1680)
- Walrad (né en 1686)
- Ludovica Catherine (née en 1687)